# Galepsus supervacaneus
Galepsus supervacaneus är en bönsyrseart som beskrevs av Max Beier 1954. Galepsus supervacaneus ingår i släktet Galepsus och familjen Tarachodidae. Inga underarter finns listade i Catalogue of Life.